# Lucie, postrach ulice (seriál)
Lucie, postrach ulice je šestidílný československý televizní seriál z roku 1980 natočený režisérem Jindřichem Polákem ve spolupráci se západoněmeckými kolegy z Anima Hamburg pro WDR Köln. V Československu nebyl příběh nikdy uveden v seriálové podobě, ale ve formě dvou filmů s premiérou o čtyři roky později – Lucie, postrach ulice (1984), který vznikl sloučením dílů 1–3, a ...a zase ta Lucie! (1984), vzniklý spojením dílů 4–6.

## Seznam dílů
V německé variantě se seriál jmenuje Luzie, der Schrecken der Straße a má 6 částí
1. Luzie will nicht allein sein
2. Luzie und Friedrich & Friedrich
3. Luzie und die schönen Zahnschmerzen
4. Luzie geht durch die Stadt
5. Luzie und der Sommerschnee
6. Luzie kommt zur Schule

## Zajímavosti
Národní filmový archiv eviduje scénář, který sloužil jako výchozí materiál pro filmové i televizní seriálové zpracování, a také šest scénářů technických z roku 1979 s původně uvažovanými českými názvy epizod (1. bez uvedení názvu; 2. Lucie a formeláci; 3. Lucie a šest čárek; 4. Lucie jde městem; 5. Lucie a letní sníh; 6. Lucie jde do školy).